# Grosse Pointe Shores
Grosse Pointe Shores è un villaggio degli Stati Uniti d'America, situato nello Stato del Michigan, diviso tra la contea di Wayne e la contea di Macomb.